# Barry Cryer

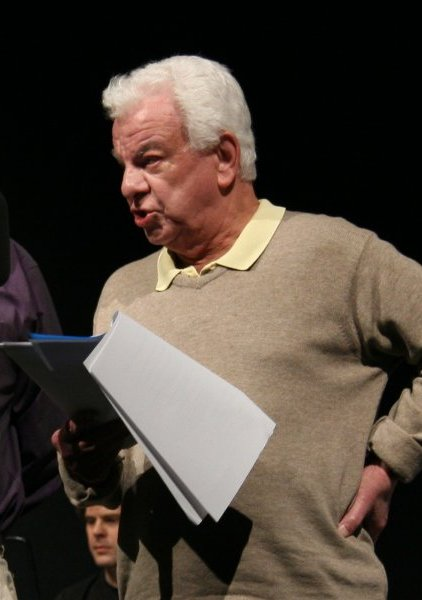
Cryer während einer Aufnahme von You'll Have Had Your Tea für BBC Radio 4 2006

Barry Charles Cryer OBE (* 23. März 1935 in Leeds, Yorkshire; † 25. Januar 2022 in London) war ein britischer Autor, Comedian und Schauspieler.
Cryer schrieb unter anderem für Jack Benny, George Burns, Tommy Cooper, Kenny Everett, David Frost, Bob Hope und Richard Pryor. Bekannt wurde er insbesondere durch seine Beteiligung an der seit 1972 ausgestrahlten Radio-Comedy I’m Sorry I Haven’t a Clue.

## Leben
Cryer studierte englische Literatur an der University of Leeds.
1958 hatte Cryer einen Nummer-eins-Hit in Finnland mit dem Song The Purple People Eater von Sheb Wooley. Aus Vertragsgründen war Wooleys Song nie in Skandinavien veröffentlicht worden und so wurde es Cryers Song. Der Song blieb drei Wochen die Nummer eins.
In den 1970er-Jahren trat Cryer mit Tim Brooke-Taylor und John Junkin in der BBC-Radio-Serie Hello, Cheeky! auf, die im Grunde aus drei Darstellern bestand, die übereinander Witze machen. Außerdem trat der in der Fernseh-Comedy-Serie The Steam Video Company auf. Er war auch der Gastgeber des ITV-Comedy-Spielshow Joker's Wild und hatte eine Rolle in der Mockumentary All You Need Is Cash über die fiktive Band The Rutles, die Beatles parodierten.
Er war mit Willie Rushton in der Show Two Old Farts in the Night auf Tournee, die auch auf Video erschien und mit That Reminds Me nach Rushtons Tod. Er ist auch für seine After-Dinner-Reden berühmt.
Nach einer kurzen Periode als Gastgeber in der ersten Staffel war Cryer Spieler in der BBC-Radioshow I’m Sorry I Haven’t a Clue, die seit 1972 läuft. Außerdem schreibt und spielt er in You'll Have Had Your Tea mit Graeme Garden.
Er verfasste eine Autobiografie mit dem Titel That Reminds Me sowie die Anekdoten-Sammlung Pigs Can Fly.
2001 wurde ihm für seine Verdienste um die Comedybranche der OBE verliehen. 2005 war er mit Barry Cryer: The First Farewell Tour (dt.: Die erste Abschiedstournee) auf Tournee.
Barry Cryer starb am 25. Januar 2022 im Northwick Park Hospital in Harrow im Alter von 86 Jahren. Cryer war von 1962 bis zu seinem Tod mit Theresa Donovan verheiratet. Er hinterließ vier Kinder und sieben Enkel.

## Schriften
- You Won't Believe This But … An Autobiography of Sorts. 1996, ISBN 1-85227-682-7.
- Pigs Can Fly. 2003, ISBN 0-7528-5991-9.
- Mrs Hudson's Diaries: A View from the Landing at 221B. London : The Robson Press, 2012, ISBN 978-1-84954-390-3.